# Барбадос на літніх Олімпійських іграх 2012
Барбадос брав участь у літніх Олімпійських іграх 2012 року, які проходили у Лондоні (Велика Британія) з 27 липня по 12 серпня, де країну представляли 6 спортсменів у трьох видах спорту. На церемонії відкриття Олімпійських ігор прапор Барбадоса ніс Раян Бретуейт, а на церемонії закриття - дзюдоїст Кайл Максвелл. 
На літніх Олімпійських іграх 2012 Барбадос не зміг завоювати жодної олімпійської медалі. На ці Ігри вперше з 1968 року за команду Барбадоса не виступала ні одна жінка. Основні надії на завоювання медалей були направлені на Раяна Бретуейта, для котрого це була вже третя Олімпіада. Однак він зайняв тільки п'яте місце у фіналі на дистанції 110 метрів з бар'єрами.

## Склад та результати

### Дзюдо

#### Чоловіки
| Дисципліна | Спортсмен     | 1/32 фінала        | 1/16 фінала            | 1/8 фінала         | Чвертьфінал        | Півфінал           | Фінал              | Місце |
| Дисципліна | Спортсмен     | Суперник Результат | Суперник Результат     | Суперник Результат | Суперник Результат | Суперник Результат | Суперник Результат | Місце |
| ---------- | ------------- | ------------------ | ---------------------- | ------------------ | ------------------ | ------------------ | ------------------ | ----- |
| до 73 кг   | Кайл Максвелл | Н/Д                | Рікі Накая П 0001:0100 | Завершив виступ    | Завершив виступ    | Завершив виступ    | Завершив виступ    | 16    |

### Легка атлетика

#### Бігові види
| Дисципліна             | Спортсмен      | Відбірковий раунд | Відбірковий раунд | Відбірковий раунд | Чвертьфінал | Чвертьфінал | Чвертьфінал | Півфінал        | Півфінал        | Півфінал        | Фінал           | Фінал           |
| Дисципліна             | Спортсмен      | Забіг             | Результат         | Місце             | Забіг       | Результат   | Місце       | Забіг           | Результат       | Місце           | Результат       | Місце           |
| ---------------------- | -------------- | ----------------- | ----------------- | ----------------- | ----------- | ----------- | ----------- | --------------- | --------------- | --------------- | --------------- | --------------- |
| 100 метрів             | Рамон Гіттенс  | Н/Д               | Н/Д               | Н/Д               | 5           | 10,36       | 6           | Завершив виступ | Завершив виступ | Завершив виступ | Завершив виступ | Завершив виступ |
| 110 метрів з бар'єрами | Райан Братуейт | 5                 | 13,23             | 2                 | Н/Д         | Н/Д         | Н/Д         | 2               | 13,23           | 2               | 13,40           | 5               |
| 110 метрів з бар'єрами | Греггмар Свифт | 4                 | 13,62             | 5                 | Н/Д         | Н/Д         | Н/Д         | Завершив виступ | Завершив виступ | Завершив виступ | Завершив виступ | Завершив виступ |
| 110 метрів з бар'єрами | Шейн Братуейт  | 6                 | DNF               | DNF               | Н/Д         | Н/Д         | Н/Д         | Завершив виступ | Завершив виступ | Завершив виступ | Завершив виступ | Завершив виступ |

### Плавання

#### Чоловіки
| Дисципліна            | Спортсмен  | Відбірковий раунд | Відбірковий раунд | Відбірковий раунд | Півфінал        | Півфінал        | Півфінал        | Фінал           | Фінал           | Загальне місце |
| Дисципліна            | Спортсмен  | Заплив            | Результат         | Місце             | Заплив          | Результат       | Місце           | Результат       | Місце           | Загальне місце |
| --------------------- | ---------- | ----------------- | ----------------- | ----------------- | --------------- | --------------- | --------------- | --------------- | --------------- | -------------- |
| 100 метрів на спині   | Бредли Ели | 1                 | 56,27             | 1                 | Завершив виступ | Завершив виступ | Завершив виступ | Завершив виступ | Завершив виступ | 40             |
| 200 метрів комплексом | Бредли Ели | 2                 | 2:00,85           | 3                 | Завершив виступ | Завершив виступ | Завершив виступ | Завершив виступ | Завершив виступ | 22             |
| 400 метрів комплексом | Бредли Ели | 1                 | 4:21,32           | 1                 | Н/Д             | Н/Д             | Н/Д             | Завершив виступ | Завершив виступ | 25             |